# ماتئو سیمونی
ماتئو سیمونی (انگلیسی: Matteo Simoni؛ زادهٔ ۳ سپتامبر ۱۹۸۷) بازیگر اهل بلژیک است.
از فیلم‌ها یا برنامه‌های تلویزیونی که وی در آنها نقش داشته‌است می‌توان به مارینا اشاره کرد.